# Płynące wieżowce
Płynące wieżowce è un film del 2013 diretto da Tomasz Wasilewski. 
Il film è ancora inedito in Italia.

## Trama
Kuba è un uomo molto virile: ama lo sport, soprattutto il nuoto e per questo cerca di entrare nella squadra di nuoto nazionale, ha una donna bellissima, Sylwia, e una madre, Ewa, che lo ama. La sua vita perfetta incomincia ad autodistruggersi quando, a una festa, incontra l'attraente Michal. I due uomini fanno amicizia, ma quando Michal lo vede baciarsi con Sylwia rimane molto deluso. Intanto Ewa non vuole che Sylwia rimanga a casa del figlio, visto che non la sopporta.
Dopo l'incontro con Michal, Kuba comincia a portare a galla la sua omosessualità, repressa fino a quel momento, avendo un rapporto sessuale con un ragazzo della squadra; evitando di baciarlo. Stanco della parte che recita continuamente, Kuba inizia a frequentare Michal, e tra i due comincia una storia. Sylwia è sempre più sospettosa riguardo ai due uomini, visto che la sua relazione con Kuba sta peggiorando da quando il giovane è entrato nelle loro vite. Michal, però, è molto diverso da Kuba, sua madre, Krystyna, sa della sua omosessualità. A una cena, Michal confessa anche al padre, Jacek, di essere gay, facendolo rimanere a bocca aperta.
I sospetti su Michal e Kuba diventano sempre più chiari per Sylwia, fino a quando la ragazza non scopre che i suoi sospetti sono ben fondati. Arrabbiata con il fidanzato, rivela tutto a Ewa, che decide di appoggiare Sylwia nell'impedire al figlio di incontrare Michal. Kuba decide comunque di continuare la relazione con Michal alla luce del sole, non avendo più timore di mostrare la sua vera identità. Tuttavia si scopre che Sylwia è incinta. Quest'evento permetterà a Ewa di incastrare Kuba e di fargli lasciare Michal. Intanto, il padre di Michal dice di accettare l'omosessualità del figlio. Quando Michal esce di casa, degli uomini lo intrappolano, uccidendolo. E senza di lui, la vera identità di Kuba svanisce, tornando ad essere il represso uomo che era.